# Tony Yazbeck
Tony Yazbeck (Riverside, 1979) è un attore, ballerino e cantante statunitense, noto soprattutto come interprete di musical a Broadway.

## Biografia
Nato a Riverside in una famiglia di origini irlandesi, tedesche, libanesi, ucraine e romene, Tony Tazbeck è cresciuto in Pennsylvania e in Florida prima di trasferirsi a New York. Nel 1989, ancora bambino, ha fatto il suo debutto a Broadway nel musical Gypsy con Tyne Daly. Dopo gli studi al conservatorio di Cincinnati e Point Park University, nel 2002 è tornato a Broadway in un acclamato revival di Oklahoma! con la regia Trevor Nunn e Patrick Wilson nel cast. Successivamente, nel 2006 tornò a Broadway nel musical Premio Pulitzer A Chorus Line, mentre nel 2008 tornò a recitare a Broadway in un revival di Gypsy, questa volta nel ruolo di Tulsa accanto a Patti LuPone e Laura Benanti; per la sua interpretazione fu candidato all'Outer Critics Circle Award al miglior attore non protagonista in un musical.
Dopo aver interpretato l'avvocato Billy Flynn in Chicago nel 2011 e di nuovo del 2012, nel 2014 raggiunse un grande successo con il musical di Leonard Bernstein On The Town al Lyric Theatre di Broadway; per la sua performance nel ruolo di Gabey fu candidato all'Outer Critics Circle Award, al Drama League Award e al Tony Award al miglior attore protagonista in un musical. Sempre nel 2014 recitò nel musical Kiss Me, Kate alla Royal Albert Hall di Londra. Successivamente recitò ancora a Broadway nel 2016, sostituendo Matthew Morrison nel ruolo di J.M. Barrie in Finding Neverland. Ha recitato ancora a Broadway nel 2017 e nel 2020 con i musical Prince of Broadway e Flying Over Sunset.
Yazbeck è sposato dal 2014 con Katie Huff.

## Filmografia

### Cinema
- Piacere Dave (Meet Dave), regia di Brian Robbins (2008)

### Televisione
- Smash - serie TV, 2 episodi (2012)
- Billions - serie TV, 3 episodi (2017)